# ماتهویس هتسناوئر
ماتئوس هتزنر (به آلمانی: Matthäus Hetzenauer) متولد ۲۳ دسامبر ۱۹۲۴ در تیرول اتریش و متوفی ۳ اکتبر ۲۰۰۴، یک تک‌تیرانداز ارتش آلمان نازی (ورماخت) در لشکر سوم کوهستان در جبهه شرقی در جنگ جهانی دوم بود.

شهرت وی به دلیل ۳۴۵ تیراندازی موفق منجر به مرگ حاصل گشته و دوربردترین تیراندازی مورد تایید (منجر به مرگ) و موفق او در فاصله ۱۱۰۰ متری ثبت گردیده است. هتزنر موفق به دریافت مدال صلیب شوالیه در صلیب آهنین (به آلمانی: Ritterkreuz des Eisernen Kreuzes) شده است. مدال مذکور به افرادی که نهایت شجاعت را در میدان جنگ نشان داده باشند یا موفق‌ترین رهبران نظامی اعطا می‌شده است.همچنین بهترین تیر او به پیشانی فرمانده امریکایی اصابت کرد.